# Орден «Честь Нації»
Орден «Честь Нації» (чеч. Къоман Сий) — вища нагорода Чеченської Республіки Ічкерія, затверджена 1995 року, що присвоюється указом президента ЧРІ в першу за виняткові військові досягнення і найвищі досягнення перед Чеченською Республікою Ічкерія.

## Статут нагороди
Орден «Честь Нації» є найвищою нагородою Чеченської Республіки Ічкерія. Затверджений 1995 року першим президентом Чеченської Республіки Ічкерія Джохаром Дудаєвим. Нагорода присвоюється за найвищі досягнення перед Чеченською Республікою Ічкерія, зокрема за виняткові військові досягнення.
Нагорода присвоюється особистим указом президента Чеченської Республіки Ічкерія.
Кавалерам ордену «Честь Нації», як і кавалерам ордену «Герой Нації», надається право носіння особистої зброї в будь-яких місцях на території ЧРІ, зокрема в будівлях уряду, міністерств і відомств республіки. 
Усі кавалери ордену, зараховані до «Списку синів і дочок Вітчизни» (чеч. «Г1азотан Жайна»), яким як і іншим особам, нагородженим бойовими нагородами ЧРІ та інвалідам російсько-чеченської війни, надається право безоплатного проїзду на громадському транспорті, крім таксі.
Кавалерам ордену, а також сім'ям загиблих у російсько-чеченській війні надавалося першочергове право на відшкодування матеріальної шкоди, заподіяної війною, отримання компенсаційних виплат та відновлення житла.

## Опис нагороди
Перші ордени «Честь Нації» були виготовлені із золота з платиновим диском посередині і рубінами між променями. Точна кількість виготовлених орденів не відома, проте припускається, що їх було виготовлено всього близько 10—12 штук. Орденами мали бути нагороджені представники Збройних сил ЧРІ у званні бригадних і дивізійних генералів за виняткові військові досягнення. Пізніше, під час війни, були випущені «польові» варіанти цього ордена — без використання дорогоцінних металів.
Дев'ять променів ордена символізують дев'ять чеченських тукхумів, в центрі на круглому диску зображено державний герб Чеченської Республіки Ічкерія — самотнього вовка під місяцем.

## Нагороджені
| - Абалаєв Айдамір - Абдулхаджієв Асламбек - Абу-Валід Амір - Абу-Умар Шейх - Абу-Хавс Амір - Абуєв Салман - Авдорханов Ахмад - Авторханов Абурахман - Алімсултанов Імам - Аліхаджієв Руслан - Амундсен Івар - Арсаєв Асламбек - Арсанов Ваха - Астаміров Іса - Асхабов Денелбек - Атаєв Муслім - Атгерієв Турпал-Алі - Ахмадов Дауд[джерело?] - Ахмадов Зелімхан - Ахмадов Рамзан - Ахмадов Різван - Багураєв Таус - Бакаєв Хасан - Баматгіреєв Вахід - Басаєв Рустам - Басаєв Шаміль - Басаєв Ширвані - Баснукаєв Мовладі - Батаєв Тахір - Баталов Апті - Бєлоєв Балавді - Боровскі Адам - Гаєв Салават - Гаїбов Ідріс - Горчханов Ільяс - Джемілєв Мустафа - Дікієв Шайх-Магомед - Дімаєв Алі - Дудаєв Джохар - Дундаєва Раїса - Ендрюкайтіс Альгірдас - Ескієв Ісмаіл - Ескієв Леча - Естемірова Наталія - Євмірзаєв Арбі - Закаєв Ахмед - Зейнді Умаров - Зеленський Володимир Олександрович - Ідрісов Шаміль | - Ілмаз Салман - Імурзаєв Сулейман - Ісмаїлов Асланбек - Ісрапілов Хункар-паша - Купчінскас Рітас - Ландсбергіс Вітаутас - Маас Еккехард - Магомадов Хасуха - Мадаєв Іса - Макашаріпов Расул - Масхадов Аслан - Махашев Казбек - Медет Онлу - Мітсаєва Рубаті - Мовсаєв Абу - Мунаєв Іса - Мурдашев Вахід - Мускієв Іса - Муслім Амір - Ніязбек Рафаель - Нухаєв Хож-Ахмет - Політковська Ганна - Радуєв Салман - Садуєв Альві - Садулаєв Абдул-Халім - Саієва Амінат - Саїдов Ібрагім - Сербієв Рамзан - Суворов Віктор Богданович - Турчаєв Юнаді - Удугов Мовладі - Умалатов Адам - Умаров Зейнді - Хадісов Султан - Халілов Раббані - Халімов Іслам - Хасуха Магомадов - Хаттаб Амір - Хатуєв Магомед - Хожаєв Далхан - Хултигов Леча - Цакаєв Рамзан - Чараєв Муса - Чітигов Різван - Юсупхаджиєв Мурад - Яндарбієв Зелімхан |